# Scott Bain
Scott Bain (Dalkeith, 22 november 1991) is een Schots voetballer die als doelman uitkomt voor Celtic. In 2018 debuteerde hij in het Schots voetbalelftal.

## Clubcarrière
Bain begon bij Aberdeen maar brak daar niet door. Dat deed hij tussen 2011 en 2014 wel bij Alloa Athletic waarvoor hij honderd competitiewedstrijden speelde en tweemaal promoveerde; van het vierde naar het tweede Schotse niveau. Bain werd door Dundee gecontracteerd waarvoor hij tot 2018 meer dan honderd wedstrijden in de Scottish Premiership speelde. Per 1 januari 2018 werd hij verhuurd aan Hibernian maar de huur werd aan het einde van de maand gestaakt. Bain werd direct doorverhuurd aan Celtic dat met een blessure van eerste doelman Craig Gordon kampte. Hij werd daar in eerste instantie tweede doelman achter Dorus de Vries maar werd later eerste doelman. Met Celtic won hij in 2018 het Schotse kampioenschap en de beker. In het seizoen 2018/19 werd Bain tweede doelman achter de herstelde Gordon. Begin 2019 werd Bain door coach Brendan Rodgers gepromoveerd tot eerste doelman van Celtic.

## Interlandcarrière
Bain werd in 2015 door Gordon Strachan voor het eerst opgeroepen voor het Schots voetbalelftal maar debuteerde niet. Dat deed hij op 2 juni 2018 wel onder bondscoach Alex McLeish tijdens een vriendschappelijk duel tegen Mexico (1-0 nederlaag) waarin hij direct na rust Allan McGregor verving.

## Erelijst
Alloa Athletic
- Third Division: 2011/12

Celtic
- Scottish Premiership: 2017/18
- Scottish Cup: 2017–18
- Scottish League Cup: 2018–19